# Coccomyces concolor
Coccomyces concolor är en svampart som beskrevs av Sherwood 1980. Coccomyces concolor ingår i släktet Coccomyces och familjen Rhytismataceae.   Inga underarter finns listade i Catalogue of Life.